# Lingua seneca
La lingua  seneca (endonimo: schaghticoke) è una lingua appartenente alla famiglia linguistica delle lingue irochesi, parlata ormai solo da un centinaio di persone, per la maggior parte anziane, (su una popolazione etnica di 900 persone, secondo il censimento del 2000).

La maggior parte dei locutori abitano nello stato di New York (USA), altri sono presenti in Ontario nella riserva delle Six-Nations. Un gruppo di Seneca vivono anche in Oklahoma, ma sono ormai assimilati ai Cayuga (si tratta dei discendenti dei migranti del XVIII secolo, chiamati Mingo. 

## Fonologia
La tabella presenta i fonemi del seneca.

### Consonanti
|             | Bilabiale | Dentale | Palatale | Post-alv. | Velare        | Glottale |
| ----------- | --------- | ------- | -------- | --------- | ------------- | -------- |
| Occlusiva   |           | t [t]   |          |           | k [k] kw [kʷ] | ʔ [ʔ]    |
| Fricative   |           | s [s]   |          |           |               | h [h]    |
| Affriquée   |           |         |          | ts [ʦ]    |               |          |
| Nasale      |           | n [n]   |          |           |               |          |
| Semi-vocali | w [w]     |         | y [j]    |           |               |          |

### Allofoni
Davanti ad una vocale la maggior parte delle occlusive, affricate e fricative, in particolare [t], [k], [kw], [s], [ts], diventano sonore.

### Vocali
|               | Vocale anteriore | Posteriore  |
| Vocale chiusa | i [i]            | (u) [u]     |
| Vocale media  | e [e] ę [ɛ̃]      | o [o] ǫ [ɔ̃] |
| Vocale aperta | æ [æ] a [a]      |             |